# Eliteserien i bandy 2004/2005
Eliteserien i bandy 2004/2005 spelades 14 november 2004-16 februari 2005 och vanns av Mjøndalen IF, som efter slutspelet även vann det norska mästerskapet i bandy, genom att i finalmatchen den 5 mars 2005 besegra Solberg SK med 9-6. Lag 1-4 i serien gick vidare till slutspelet, lag 5-6 säkrade nytt kontrakt och lag 7-8 fick kvala för att hålla sig kvar.
På årsmötet den 10 juni 2004 beslutade Norges Bandyforbund att inför säsongen 2004/2005 utöka serien från sex till åtta lag .

## Seriespelet
| Nr | Lag           | S  | V  | O | F  | +/-       | P  |
| -- | ------------- | -- | -- | - | -- | --------- | -- |
| 1  | Mjøndalen IF  | 21 | 18 | 1 | 2  | 160 - 67  | 37 |
| 2  | Stabæk IF     | 21 | 17 | 0 | 4  | 176 - 60  | 34 |
| 3  | Solberg SK    | 21 | 16 | 0 | 5  | 142 - 97  | 32 |
| 4  | Ullevål IL    | 21 | 9  | 1 | 11 | 110 - 117 | 19 |
| 5  | Sarpsborg BK  | 21 | 9  | 1 | 11 | 97 - 115  | 19 |
| 6  | Drammen Bandy | 21 | 6  | 2 | 13 | 95 - 133  | 14 |
| 7  | Hosle IL      | 21 | 2  | 3 | 16 | 68 - 158  | 7  |
| 8  | IF Ready      | 21 | 3  | 0 | 18 | 60 - 161  | 6  |

## Seriematcherna
| Omgång 1 - Måndag 13 december 2004 19:30 Sarpsborg Sarpsborg - Drammen 10 - 0 - Söndag 14 november 2004 16:00 Gressbanen Ready - Ullevål 4 - 13 - Söndag 14 november 2004 17:30 Hauger Øv/H - Stabæk 2 - 8 - Söndag 14 november 2004 18:00 Vassenga Mjøndalen - Solberg 7 - 3 Omgång 2 - Onsdag 17 november 2004 20:00 Vassenga Solberg - Ready 4 - 2 - Onsdag 17 november 2004 20:00 Marienlyst Drammen - Mjøndalen 2 - 6 - Onsdag 24 november 2004 20:00 Valle H. Ullevål - Øv/H 9 - 6 - Fredag 21 januari 2005 19:00 Stabekk Stabæk - Sarpsborg 16 - 1 Omgång 3 - Söndag 21 november 2004 14:30 NIH Ullevål - Solberg 6 - 7 - Söndag 21 november 2004 16:00 Gressbanen Ready - Drammen 4 - 5 - Söndag 21 november 2004 17:30 Hauger Øv/H - Sarpsborg 2 - 2 - Söndag 21 november 2004 18:00 Vassenga Mjøndalen - Stabæk 4 - 2 Omgång 4 - Söndag 28 november 2004 13:00 Stabekk Stabæk - Ready 9 - 2 - Söndag 28 november 2004 13:00 Sarpsborg Sarpsborg - Mjøndalen 2 - 4 - Söndag 28 november 2004 15:30 Marienlyst Drammen - Ullevål 4 - 4 - Söndag 28 november 2004 18:00 Vassenga Solberg - Øv/H 10 - 1 Omgång 5 - Onsdag 1 december 2004 19:00 Sarpsborg Sarpsborg - Stabæk 3 - 6 - Onsdag 1 december 2004 20:00 Gressbanen Ready - Solberg 4 - 6 - Onsdag 1 december 2004 20:00 Vassenga Mjøndalen - Drammen 6 - 5 - Onsdag 1 december 2004 20:00 Hauger Øv/H - Ullevål 3 - 4 Omgång 6 - Söndag 5 december 2004 13:00 Stabekk Stabæk - Drammen 13 - 2 - Söndag 5 december 2004 14:30 NIH Ullevål - Mjøndalen 3 - 9 - Söndag 5 december 2004 16:00 Gressbanen Ready - Øv/H 7 - 4 - Söndag 5 december 2004 18:00 Vassenga Solberg - Sarpsborg 10 - 6 Omgång 7 - Onsdag 8 december 2004 19:00 Stabekk Stabæk - Ullevål 11 - 0 - Onsdag 8 december 2004 19:00 Sarpsborg Sarpsborg - Ready 13 - 3 - Onsdag 8 december 2004 20:00 Marienlyst Drammen - Solberg 8 - 13 - Onsdag 8 december 2004 20:00 Vassenga Mjøndalen - Øv/H 9 - 1 Omgång 8 - Onsdag 15 december 2004 20:00 NIH Ullevål - Sarpsborg 7 - 1 - Onsdag 15 december 2004 20:00 Hauger Øv/H - Drammen 3 - 5 - Onsdag 15 december 2004 20:00 Solberg Solberg - Stabæk 7 - 9 - Onsdag 26 januari 2005 20:00 Gressbanen Ready - Mjøndalen 2 - 7 Omgång 9 - Söndag 19 december 2004 14:30 NIH Ullevål - Drammen 5 - 7 - Söndag 19 december 2004 16:00 Gressbanen Ready - Stabæk 2 - 12 - Söndag 19 december 2004 17:30 Hauger Øv/H - Solberg 1 - 9 - Söndag 19 december 2004 18:00 Vassenga Mjøndalen - Sarpsborg 5 - 1 Omgång 10 - Onsdag 22 december 2004 19:00 Solberg Solberg - Ullevål 7 - 3 - Onsdag 22 december 2004 19:00 Stabekk Stabæk - Mjøndalen 5 - 6 - Onsdag 22 december 2004 19:00 Sarpsborg Sarpsborg - Øv/H 10 - 3 - Onsdag 22 december 2004 20:00 Marienlyst Drammen - Ready 14 - 0 Omgång 11 - Söndag 26 december 2004 13:00 Solberg Solberg - Mjøndalen 3 - 4 - Söndag 26 december 2004 14:30 NIH Ullevål - Ready 7 - 1 - Söndag 26 december 2004 13:00 Stabekk Stabæk - Øv/H 12 - 1 - Söndag 26 december 2004 15:30 Marienlyst Drammen - Sarpsborg 4 - 8 | Omgång 12 - Onsdag 29 december 2004 18:30 Hauger Øv/H - Stabæk 2 - 12 - Onsdag 29 december 2004 19:00 Sarpsborg Sarpsborg - Drammen 4 - 2 - Onsdag 29 december 2004 19:00 Vassenga Mjøndalen - Solberg 5 - 6 - Onsdag 29 december 2004 19:00 Gressbanen Ready - Ullevål 1 - 9 Omgång 13 - Onsdag 5 januari 2005 19:00 Stabek Stabæk - Sarpsborg 10 - 1 - Onsdag 5 januari 2005 20:00 NIH Ullevål - Øv/H 6 - 4 - Onsdag 5 januari 2005 20:00 Solberg Solberg - Ready 7 - 2 - Onsdag 5 januari 2005 20:00 Marienlyst Drammen - Mjøndalen 5 - 9 Omgång 14 - Söndag 9 januari 2005 13:00 Sarpsborg Sarpsborg - Solberg 6 - 2 - Söndag 9 januari 2005 15:30 Marienlyst Drammen - Stabæk 5 - 4 - Söndag 9 januari 2005 17:30 Hauger Øv/H - Ready 8 - 2 - Söndag 9 januari 2005 18:00 Vassenga Mjøndalen - Ullevål 11 - 1 Omgång 15 - Onsdag 12 januari 2005 20:00 NIH Ullevål - Stabæk 3 - 9 - Onsdag 12 januari 2005 19:00 Vassenga Solberg - Drammen 10 - 4 - Onsdag 12 januari 2005 20:00 Gressbanen Ready - Sarpsborg 2 - 3 - Onsdag 12 januari 2005 20:00 Hauger Øv/H - Mjøndalen 6 - 6 Omgång 16 - Söndag 16 januari 2005 13:00 Sarpsborg Sarpsborg - Ullevål 6 - 5 - Söndag 16 januari 2005 13:00 Stabekk Stabæk - Solberg 11 - 1 - Söndag 16 januari 2005 15:30 Marienlyst Drammen - Øv/H 3 - 3 - Söndag 16 januari 2005 20:00 Vassenga Mjøndalen - Ready 12 - 2 Omgång 17 - Onsdag 19 januari 2005 20:00 Vassenga Solberg - Sarpsborg 7 - 6 - Onsdag 19 januari 2005 19:00 Stabekk Stabæk - Drammen 10 - 4 - Onsdag 19 januari 2005 20:00 Gressbanen Ready - Øv/H 7 - 3 - Onsdag 19 januari 2005 20:00 NIH Ullevål - Mjøndalen 5 - 6 Omgång 18 - Söndag 23 januari 2005 14:30 NIH Ullevål - Stabæk 7 - 8 - Söndag 23 januari 2005 17:00 NIH Ready - Sarpsborg 6 - 4 - Söndag 23 januari 2005 17:30 Hauger Øv/H - Mjøndalen 4 - 20 - Söndag 23 januari 2005 18:00 Solberg Solberg - Drammen 8 - 4 Omgång 19 - Onsdag 9 februari 2005 19:00 Stabekk Stabæk - Solberg 1 - 3 - Onsdag 9 februari 2005 19:00 Sarpsborg Sarpsborg - Ullevål 4 - 6 - Onsdag 9 februari 2005 20:00 Marienlyst Drammen - Øv/H 2 - 6 - Onsdag 9 februari 2005 20:00 Vassenga Mjøndalen - Ready 8 - 2 Omgång 20 - Söndag 13 februari 2005 13:00 Stabekk Stabæk - Ready 5 - 2 - Söndag 13 februari 2005 13:00 Sarpsborg Sarpsborg - Mjøndalen 4 - 14 - Söndag 13 februari 2005 15:30 Marienlyst Drammen - Ullevål 2 - 4 - Söndag 13 februari 2005 18:00 Vassenga Solberg - Øv/H 13 - 4 Omgång 21 - Onsdag 16 februari 2005 20:00 Hauger Øv/H - Sarpsborg 1 - 2 - Onsdag 16 februari 2005 20:00 NIH Ullevål - Solberg 3 - 6 - Onsdag 16 februari 2005 20:00 Vassenga Mjøndalen - Stabæk 2 - 3 - Onsdag 16 februari 2005 20:00 Gressbanen Ready - Drammen 3 - 8 |

## Slutspel

### Semifinaler
- 20 februari 2005: Mjøndalen IF-Ullevål IL 10-5
- 20 februari 2005: Stabæk IF-Solberg SK 2-3

- 23 februari 2005: Ullevål IL-Mjøndalen IF 6-7
- 23 februari 2005: Solberg SK-Stabæk IF 7-4

- 25 februari 2005: Mjøndalen IF-Ullevål IL 7-1 (Mjøndalen IF vidare med 3-0 i matcher)
- 25 februari 2005: Stabæk IF-Solberg SK 10-4

- 27 februari 2005: Solberg SK-Stabæk IF 1-10

- 1 mars 2005: Stabæk IF-Solberg SK 3-4 (Stabæk IF vidare med 3-2 i matcher)

### Final
- 5 mars 2005: Solberg SK-Mjøndalen IF 6-9

Mjøndalen IF norska mästare i bandy för herrar säsongen 2004/2005.

## Kvalspel till Eliteserien
Lag 1-2 till Eliteserien 2005/2006. Lag 3-4 till 1. Divisjon 2005/2006.
| Nr | Lag        | S | V | O | F | +/-     | P |
| -- | ---------- | - | - | - | - | ------- | - |
| 1  | IF Ready   | 3 | 3 | 0 | 0 | 19 - 8  | 6 |
| 2  | Hosle IL   | 3 | 2 | 0 | 1 | 32 - 15 | 4 |
| 5  | Høvik IF   | 3 | 1 | 0 | 2 | 7 - 14  | 2 |
| 6  | Snarøen SK | 3 | 0 | 0 | 3 | 7 - 28  | 0 |